# دانتي كريغ
دانتي كريغ (بالإنجليزية: Dante Craig)‏ (مواليد 20 أغسطس 1978) هو ملاكم أمريكي، مثّل بلاده في الألعاب الأولمبية الصيفية 2000.

## روابط خارجية
دانتي كريغ على موقع بوكس ريك (الإنجليزية) (registration required)
- دانتي كريغ على موقع أوليمبيديا (الإنجليزية)